# Plectroctena
Plectroctena é um gênero de insetos, pertencente a família Formicidae.